# Viktoria Mullova
Viktoria Joerjevna Mullova (Russisch: Виктория Юрьевна Муллова) (Moskou, 27 november 1959) is een Russisch violiste.

## Biografie
Mullova studeerde viool in Moskou aan de Gnessin Staatsacademie voor Muziek en het Tsjaikovski Conservatorium, waar ze tot de begaafdste studenten werd gerekend. Leonid Kogan was een van haar docenten. In 1980 won ze het Sibeliusconcours, in 1982 kreeg ze de gouden medaille op het Internationaal Tsjaikovski-concours en in 1984 won ze het Wienawskiconcours.
In 1983 week ze uit naar het Westen door tijdens een tournee door Finland politiek asiel aan te vragen bij de ambassade van de Verenigde Staten in Zweden.
Tegenwoordig woont ze in Londen, Engeland. Ze is getrouwd met de cellist Matthew Barley. Ze heeft drie kinderen: Misha (uit haar relatie met Claudio Abbado), Katia (van wie de violist Alan Brind de vader is) en Nadia (met haar huidige echtgenoot).

## Muziek
Haar debuutalbum, in 1984, was een plaat met de vioolconcerten van Tsjaikovsky en Sibelius, waarvoor ze de Grand Prix du Disque van de Académie Charles-Cros kreeg. Naast de al genoemde prijzen heeft ze vele andere ontvangen.  Ze treedt op met vele orkesten; met het Orchestra of the Age of Enlightenment heeft ze ook als dirigent opgetreden. Kamermuziek speelt ze met onder anderen de klavecinist Ottavio Dantone en de pianisten Katia Labèque en Kristian Bezuidenhout. 
Haar spel wordt over het algemeen gekarakteriseerd als helder, expressief en onsentimenteel. Tot haar uitgebreide repertoire met alle grote vioolconcerten en vioolsonates behoort veel eigentijdse klassieke muziek, deels speciaal voor haar gecomponeerd. Ze heeft zich ook toegelegd op de muziek van Bach. Daarvoor verdiepte ze zich in de authentieke uitvoeringspraktijk van barokmuziek, die sterk verschilt van de speelstijl die haar tijdens haar studie in Rusland geleerd is. 
Hoewel ze zich voornamelijk met klassieke muziek bezighoudt, maakte ze in 2000 ook een cross-overalbum Through the Looking Glass met arrangementen van haar echtgenoot Matthew Barley van popmuziek, jazz en wereldmuziek. Deze lijn zette ze voort in het project The Peasant Girl met het Matthew Barley Ensemble.

## Instrumenten
Mullova bespeelt een Stradivarius (de Jules Falk uit 1723) en een Guadagnini uit 1750. Ze gebruikt verschillende strijkstokken, waaronder een Dodd en een Voirin.

## Discografie
- J.S. Bach: Violin & Continuo Sonatas BWV 1014-1019, met Ottavio Dantone, Onyx Classics - ONYX4020
- J.S. Bach: 6 Solo Sonatas & Partitas BWV 1001-1006'', Onyx Classics - ONYX4040
- Recital, met Katia Labeque, Onyx Classics - ONYX4015
- Franz Schubert: Octet for clarinet, horn, bassoon, string quartet and double bass, D803, in F Major, Mullova Ensemble, Onyx Classics - ONYX4006
- Vivaldi: Violin Concertos, met Il Giardino Armonico - Giovanni Antonini, dirigent, Onyx Classics - ONYX4001
- Beethoven/Mendelssohn Violin Concertos, Orchestre Révolutionnaire et Romantique, John Eliot Gardiner, Philips CD473872-2 (2003)
- Mozart: Violin Concertos 1, 3 & 4, Orchestra of the Age of Enlightenment, Philips CD470292-2 (2001)
- Bartók, Janacek, Debussy, Prokofiev & Stravinsky: Violin Sonatas, met Piotr Anderszewski & Bruno Canino, piano, Philips - 475 7460
- Brahms: Violin Concerto, 3 Sonatas, Piano Trio, met Piotr Anderszewski, André Previn, Heinrich Schiff, Berliner Philharmonic Orchestra, Claudio Abbado, Philips 475 7454
- Stravinsky, Bartók, Shostakovich, Prokofiev: Violin Concertos, Los Angeles Philharmonic Orchestra, Royal Philharmonic Orchestra, Esa-Pekka Salonen, André Previn, Philips 475 7457
- Through the Looking Glass, muziek van Alanis Morissette, Youssou N'Dour, Miles Davis, The Beatles, The Bee Gees, Duke Ellington, Weather Report (arr. Matthew Barley), met Julian Joseph, piano, Matthew Barley, cello, Steve Smith, guitar, Paul Clarvis, Colin Currie and Sam Walton, percussion), Philips CD464184-2 (2000)
- Bartók, Stravinsky: Violin Concertos, Los Angeles Philharmonic, Esa-Pekka Salonen, Philips CD456542-2 (1997)
- Brahms Violin Sonatas, Piotr Anderszewski, piano, Philips CD446709-2 (1995)
- Prokofiev, Debussy, Janacek: Sonatas for violin and piano, met Piotr Anderszewski, piano, Philips CD446091-2 (1994)
- Brahms, Beethoven: Trios, André Previn, piano, Heinrich Schiff, cello, Philips CD442123-2 (1993)
- Brahms: Violin Concerto, Berlin Philharmonic, Claudio Abbado, Philips CD438998-2 (1992)
- Mendelssohn: Violin Concerti, Academy of St Martin in the Fields, Neville Marriner, Philips CD432077-2 (1990)
- Stravinsky, Ravel, Prokofiev: Sonatas, met Bruno Canino, piano, Philips CD426254-2 (1989)
- Vieuxtemps, Paganini: Violin Concertos, Academy of St Martin in the Fields, Neville Marriner, Philips CD422332-2 (1988)
- Shostakovich, Prokofiev: Violin Concertos, Royal Philharmonic Orchestra, André Previn, Philips CD422364-2 (1988)
- Tchaikovsky, Sibelius: Violin Concertos, Boston Symphony Orchestra, Seiji Ozawa, Philips CD416821-2 (1985)